# Kaakkurijärvi (Gällivare socken, Lappland, 745569-171813)
Kaakkurijärvi är en sjö i Gällivare kommun i Lappland och ingår i Kalixälvens huvudavrinningsområde. Sjön har en area på 0,0421 kvadratkilometer och ligger 298,4 meter över havet.

## Delavrinningsområde
Kaakkurijärvi ingår i det delavrinningsområde (745673-171693) som SMHI kallar för Mynnar i Ängesån. Medelhöjden är 306 meter över havet och ytan är 12,3 kvadratkilometer. Räknas de 3 avrinningsområdena uppströms in blir den ackumulerade arean 45,51 kvadratkilometer. Kaavajoki som avvattnar avrinningsområdet har biflödesordning 3, vilket innebär att vattnet flödar genom totalt 3 vattendrag innan det når havet efter 219 kilometer. Avrinningsområdet består mestadels av skog (60 procent) och sankmarker (37 procent). Avrinningsområdet har 0,04 kvadratkilometer vattenytor vilket ger det en sjöprocent på 0,3 procent.